# Hypocera ehrmanni
Hypocera ehrmanni är en tvåvingeart som beskrevs av Aldrich 1904. Hypocera ehrmanni ingår i släktet Hypocera och familjen puckelflugor. Inga underarter finns listade i Catalogue of Life.